# Miguel Barnet
Miguel Angel Barnet Lanza (L'Avana, 28 gennaio 1940) è un romanziere, poeta ed etnografo cubano, considerato tra i maggiori scrittori latinoamericani contemporanei.
Ha studiato all'Università de L'Avana, dove è stato allievo di Fernando Ortiz Fernández, uno dei pionieri dell'antropologia cubana.

## Biografia
Sebbene la sua formazione scolastica sia avvenuta negli Stati Uniti, Barnet ha sempre mantenuto un forte legame con la cultura cubana. Già dai primi anni della sua attività di studioso e artista ha collaborato con riviste come Lunes de Revolución (supplemento letterario del periodico cubano Revolución) e Hoy, pubblicando poesie ed altri scritti. È durante questo periodo che Barnet ha sviluppato quell'attenzione per gli elementi dell'immaginario popolare che sono poi diventati uno dei temi ricorrenti delle sue opere antropologiche.
Finita la scuola, il giovane scrittore ha studiato sociologia e antropologia all'Università de L'Avana, dove ha conosciuto l'amico e maestro Fernando Ortiz Fernàndez. Il celebre antropologo cubano ha introdotto Barnet allo studio di modelli etnografici incentrati sulle religioni indigene, il linguaggio, la tradizione orale, l'attenzione verso le classi economicamente emarginate e il rifiuto dei modelli europei di apprendimento.

## Opere
La principale opera di Miguel Barnet è Biografia de un Cimarrón (1966), uscito in Italia con il titolo Autobiografia di uno schiavo. Il libro racconta la vita di Esteban Montejo, un ex schiavo fuggiasco (cimarrón, in cubano) balzato pochi anni prima agli onori delle cronache isolane per essere uno degli uomini più vecchi del Paese. La cronaca di questa esistenza è utilizzata da Barnet come sfondo per approfondire e indagare con l'occhio dello studioso il lavoro nelle piantagioni di canna, gli usi e i costumi cubani, le donne, i balli, le cerimonie delle religioni afrocubane, fino alla guerra d'indipendenza dalla Spagna (1895-1902). Le vicende narrate hanno anche ispirato l'opera El Cimarrón del compositore tedesco Hans Werner Henze. Altri libri usciti in Italia sono Canzone di Rachel (1972), Le Regine dell'Avana (2007) e un saggio per il volume Buena Vista Social Club. Barnet ha scritto inoltre il libro di fiabe Akeké y la jutía, i volumi di saggi La fuente viva, Autógrafos cubanos, Cultos afrocubanos e una decina di raccolte poetiche in parte pubblicate nel nostro Paese nei volumi Memorandum, Gioco Comune (Trieste, FrancoPuzzoEditore, 2005, vincitore del Premio Internazionale Trieste Poesia 2005) e Il Poeta nell'Isola.

## Riconoscimenti
Dopo aver ricoperto per più di dieci anni l'incarico di ambasciatore presso l'Unesco a Parigi, Barnet dirige attualmente la Fondazione Fernando Ortiz a L'Avana ed è presidente dell'Uneac (Unione degli artisti e scrittori di Cuba). In passato è stato deputato all'Assemblea nazionale del potere popolare (il parlamento cubano).
Tra i premi ricevuti, il Premio Nazionale di Letteratura di Cuba (1994), il Premio García Lorca, la Medaglia della città di Colonia, il Premio Juan Rulfo per il racconto Fátima o il Parco della Fraternità, e il Mihai Eminescu di poesia in Romania. 
In Italia ha vinto nel 2005 il Premio internazionale Trieste-Poesia, e nel 2006 il Premio internazionale Camaiore. Lo scorso novembre è stato insignito del titolo di Cavaliere dell'Ordine al Merito della Repubblica Italiana per la sua carriera letteraria e per i legami culturali con il nostro Paese.